# Боксфорд (переписна місцевість, Массачусетс)
Боксфорд (англ. Boxford) — переписна місцевість (CDP) в США, в окрузі Ессекс штату Массачусетс. Населення — 2432 особи (2020).

## Географія
Боксфорд розташований за координатами 42°39′50″ пн. ш. 70°59′3″ зх. д. / 42.66389° пн. ш. 70.98417° зх. д. (42.663776, -70.984043).  За даними Бюро перепису населення США в 2010 році переписна місцевість мала площу 14,18 км², з яких 13,89 км² — суходіл та 0,28 км² — водойми.

## Демографія
Згідно з переписом 2010 року, у переписній місцевості мешкало 2339 осіб у 782 домогосподарствах у складі 664 родин. Густота населення становила 165 осіб/км².  Було 802 помешкання (57/км²).
Расовий склад населення:
| - 95,9 % — білих - 2,0 % — азіатів - 0,3 % — чорних або афроамериканців - 0,1 % — корінних американців |

До двох чи більше рас належало 1,4 %. Частка іспаномовних становила 1,5 % від усіх жителів.
За віковим діапазоном населення розподілялося таким чином: 28,6 % — особи молодші 18 років, 57,5 % — особи у віці 18—64 років, 13,9 % — особи у віці 65 років та старші. Медіана віку мешканця становила 45,4 року. На 100 осіб жіночої статі у переписній місцевості припадало 99,1 чоловіків;  на 100 жінок у віці від 18 років та старших — 93,3 чоловіків також старших 18 років.
Середній дохід на одне домашнє господарство  становив 172 769 доларів США (медіана — 111 979), а середній дохід на одну сім'ю — 175 322 долари (медіана — 117 583). Медіана доходів становила 89 227 доларів для чоловіків та 67 788 доларів для жінок. За межею бідності перебувало 8,4 % осіб, у тому числі 21,1 % дітей у віці до 18 років та 0,0 % осіб у віці 65 років та старших.
Цивільне працевлаштоване населення становило 1225 осіб. Основні галузі зайнятості: освіта, охорона здоров'я та соціальна допомога — 14,0 %, роздрібна торгівля — 13,7 %, фінанси, страхування та нерухомість — 13,2 %.